# 藤田医科大学の人物一覧
藤田医科大学の人物一覧は藤田医科大学に関係する人物の一覧記事。

## 著名な教職員

### 医学部・大学病院
- 宇山一郎 - 医学部上部消化管外科教授・医学博士。腹腔鏡手術による胃の全摘手術を日本ではじめて行った。最近では王貞治監督の胃がん手術の執刀で知られる。
- 笠原嘉 - 元医学部精神科教授・元日本精神神経学会理事長・医学博士。日本における精神病理学第2世代を代表する人物のひとりとして知られる。
- 加藤庸子 - 藤田医科大学ばんたね病院統括副院長・病院特命教授・医学博士。脳動脈瘤の破裂を防ぐクリッピング術のスペシャリストとして知られる。脳神経外科分野の国際賞「AANS International Lifetime Recognition Award」を女性脳外科医として世界で初めて受賞。
- 神野哲夫 - 元脳神経外科教授・元救命救急センター長・元藤田保健衛生大学病院長。脳神経外科医。
- 佐野公俊 - 医学部脳神経外科学講座名誉教授・医学博士。脳動脈瘤手術の権威。佐野クリップの発明者。
- 永津俊治 - 医学部アドバイザー・藤田保健衛生大学特別栄誉教授・医学博士[1]。カテコールアミン研究の世界的権威。
- 吉村泰典 - 元医学部産婦人科専任講師・慶應義塾大学名誉教授・内閣官房参与（第2次安倍内閣 少子化対策・子育て支援）。日本産科婦人科学会理事長、日本生殖医学会理事長等を歴任。

### 医療科学部
- 鈴木昇一 - 医療科学部放射線学科教授・医学博士。放射線管理学、放射線防護、放射線治療専門。
- 辻岡勝美 - 医療科学部放射線学科准教授・工学博士。CT（Computed Tomography）技術の開発、放射線診断機器研究者。
- 鍋島俊隆 - 大学院保健学研究科客員教授・名古屋大学名誉教授・薬学博士。精神疾患動物モデルの作成をはじめとした神経精神薬理学分野の研究で知られる。
- 皆川正 - 元医療経営情報学科経済学教授・名古屋大学名誉教授。経済学者。

### 総合医科学研究部門
- 岡崎恒子 - 特別栄誉教授（元・総合医科学研究所客員教授）・理学博士。夫である岡崎令治と共同で不連続DNA複製モデルを提唱し「岡崎フラグメント」を発見したことで知られる。
- 貝淵弘三 - 精神・神経病態解明センター長・医科学研究センター長・オープンファシリティセンター長・医学博士。リン酸化シグナル研究の第一人者でRho-キナーゼの発見等で知られる。
- 高橋雅英 - 学園学術アドバイザー・国際再生医療センター長・医学博士。がん遺伝子RETの発見等で知られる。

## OB・OG

### 法曹
- 石黒麻利子 - 弁護士

### 研究者・学者
- 芦原睦 - 医学博士
- 麻生泰 - 医師、タレント、YouTuber

### その他
- 高須幹弥 - 医師、高須クリニック名古屋院院長